# Otec Vánoc
Otec Vánoc či Vánoční dědeček (anglicky: Father Christmas, francouzsky: Père Noël, španělsky: Papá Noel, portugalsky: Pai Natal, italsky: Babbo Natale a rumunsky: Moş Crăciun) je postava spojená s Vánoci v mnoha západních zemích. Anglický Otec Vánoc je v dnešní době spojován se Santou Clausem. 25. prosince nalézají děti dárky pod vánočním stromkem nebo v punčoše zavěšené na význačném místě v bytě.

## Regionální verze

### Père Noël
Père Noël je tradiční nositel dárků ve Francii a francouzsky mluvících zemích.

### Pobaltský vánoční dědeček
Jõuluvana (doslova Vánoční starý) je tradiční nositel vánočních dárků v Estonsku. V Lotyšsku mu velmi přesně odpovídá Ziemassvētku vecītis (doslova Vánoční staříček) a na Litvě Kalėdų Senelis (doslova rovněž Vánoční staříček). Ve všech třech pobaltských zemích bývá tato postava v současnosti nejčastěji zobrazována jako Santa Claus.

### Děda Mráz
Děda Mráz je tradiční postavou pravoslavných Vánoc. Dárky rozdává veřejně během novoročních oslav.